# Allium serpentinicum
Allium serpentinicum — вид трав'янистих рослин родини амарилісові (Amaryllidaceae), поширений у Туреччині.

## Опис
Цибулина округлояйцеподібна, діаметром 1–2 см, зовнішні оболонки чорнувато-сірі, короподібні та розпадаються, внутрішня оболонка біла. Стеблина над землею 12–25(30) см завдовжки, циліндрична, діаметром 2–3 мм, сірувато-зелена або злегка червоногаряча й блискуча. Листків 1–2(3), лінійні, як правило, дугоподібні, краї трохи хвилясті, 3–7 мм завширшки та 5–10(15) см завдовжки, зелені. Суцвіття пучкове в час цвітіння й напівсферичне в час плодоношення, нещільне, ≈ діаметром 1.5–2.5 см у час цвітіння, 4 см у плодах. Листочки оцвітини лінійно-еліптичні, з підгострим кінчиком, завдовжки 4.5–5 мм і шириною 1–1.5 мм, пурпурово-рожеві або білі з темно-пурпуровою або зеленою серединною жилкою. Пиляки жовті або фіолетові. Зав'язь пурпурова або темно-зелена. Коробочка округлояйцеподібна, з трьома поздовжніми борознами, шириною 4–6 мм. Цвіте в червні, плодоносить у липні.

## Поширення
Поширений у Туреччині.